# Листвянка (Куйтунский район)
Листвянка — деревня в Куйтунском районе Иркутской области России. Входит в состав Иркутского муниципального образования.

## География
Находится примерно в 181 км к западу от районного центра.

## Население
| 2002 | 2010 | 2011 | 2012 |
| ---- | ---- | ---- | ---- |
| 205  | ↘158 | ↘157 | ↘146 |

По данным Всероссийской переписи, в 2010 году в деревне проживало 158 человек (72 мужчины и 86 женщин).